# ソロービル

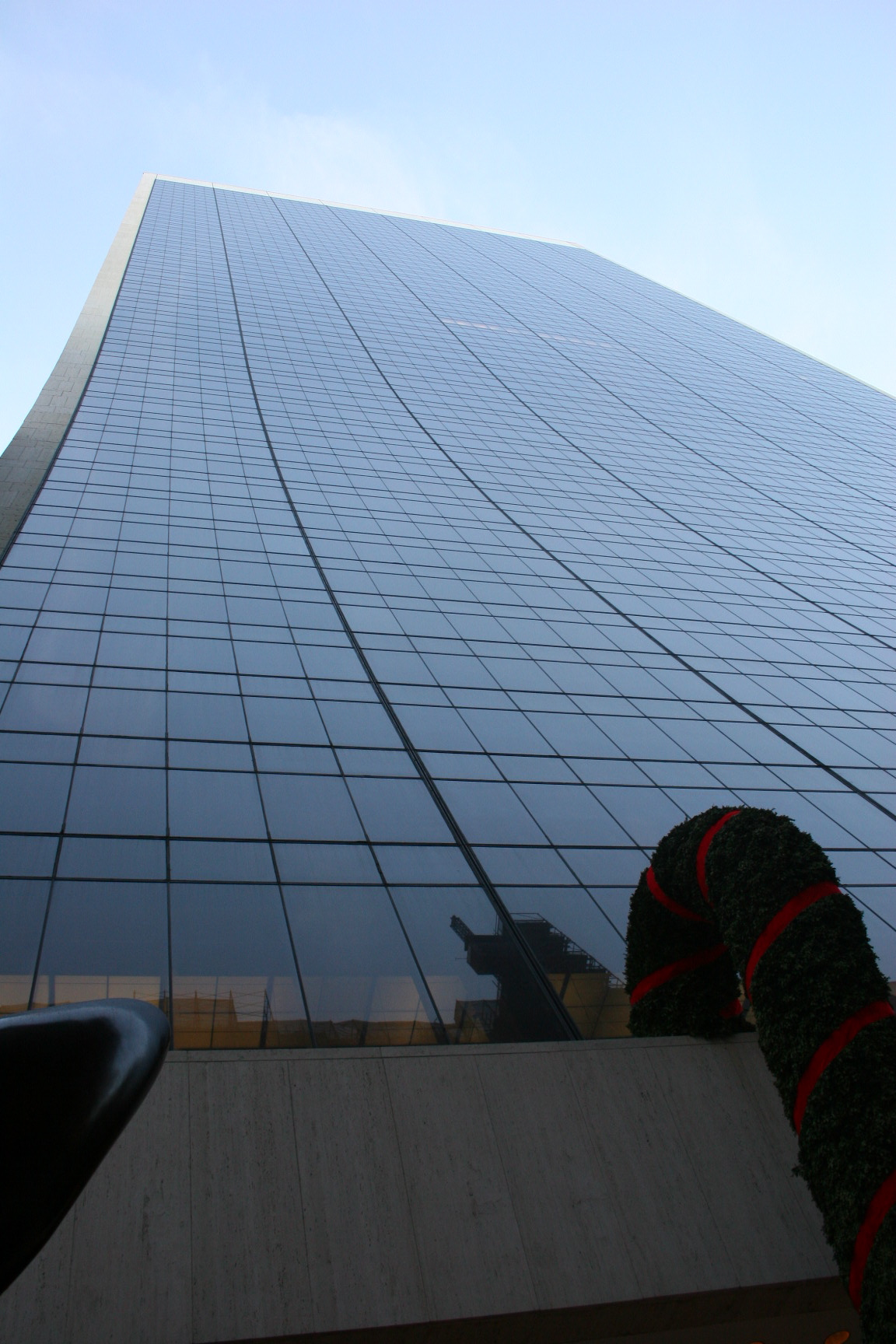
ソロー・ビル

ソロー・ビル (Solow Building) はニューヨーク市マンハッタンの超高層ビルである。

## 概要
このビルの設計はスキッドモア・オーウィングズ・アンド・メリルのゴードン・バンシャフトで、1974年に西57丁目9号に竣工した。5番街のすぐ西の57丁目と58丁目の間で、5番街側のすぐ隣りには超高級百貨店のバーグドルフ・グッドマン (en) と超高級ホテルのプラザホテルがある。50階建ての高さ210 m (689 ft) である。このビルの上層部からはセントラルパークを視界の妨げなく眺めることができる。

## 設計
このビルの美観の一つには、北（58丁目側）と南（57丁目側）のファサードが垂直方向に凹形にカーブした斜面になっていることがあげられる。これはバンシャフトの別の作品、42丁目に建つW・R・グレースビルと似ているが、これは偶然ではなく、却下されたソロービルのデザインの別案をグレースビルの設計に使い回した結果である。
このビルの名前は、このビルの投資者で不動産会の有力者シェルダン・ソロー (en) から付けられている。

## テナント
- ソロー・ビルディング・カンパニー (Solow Building Company) - ビル最上階の地権者
- フランスのコーポレート・バンク／インベストメント・バンクen:Natixisのアメリカ本社
- プライベート・エクイティ・ファーム
  - コールバーグ・クラビス・ロバーツ (42階)
  - en:Apollo Management (43階/48階)
  - en:Silver Lake Partners (32階)
  - en:Highland Capital Management (38階).
- 法律事務所・ヘッジファンド 
  - en:Och-Ziff Capital Management (39階)
  - en:Highbridge Capital Management (27階)
  - シャネルのオフィス(44階)
- en:Avis Budget Group(37階)[2][3]

## 施設
- 地下駐車場
- 58丁目側の小売り店舗
- Brasserie 8½ レストラン(地下)
- 取引フロア(2-3階)
- ニューススタンド(ロビー)
- 24台の高速エレベータ

## 命名を巡る訴訟
1971年、エイボン・プロダクツがこのビルの多くのフロアをレンタルしていたため、このビルは"the Avon building"とあだ名されるようになった。このビルの所有者のシェルダン・ソロー (en) はエイボンを対価なしでビルの命名権を不正利用しているとして訴えた。エイボンは1997年にこのビルから退去しているにもかかわらず、2005年5月にこの訴訟は審理に入り、2ヶ月後には免訴となった。

## ポピュターカルチャーにおけるソロービル

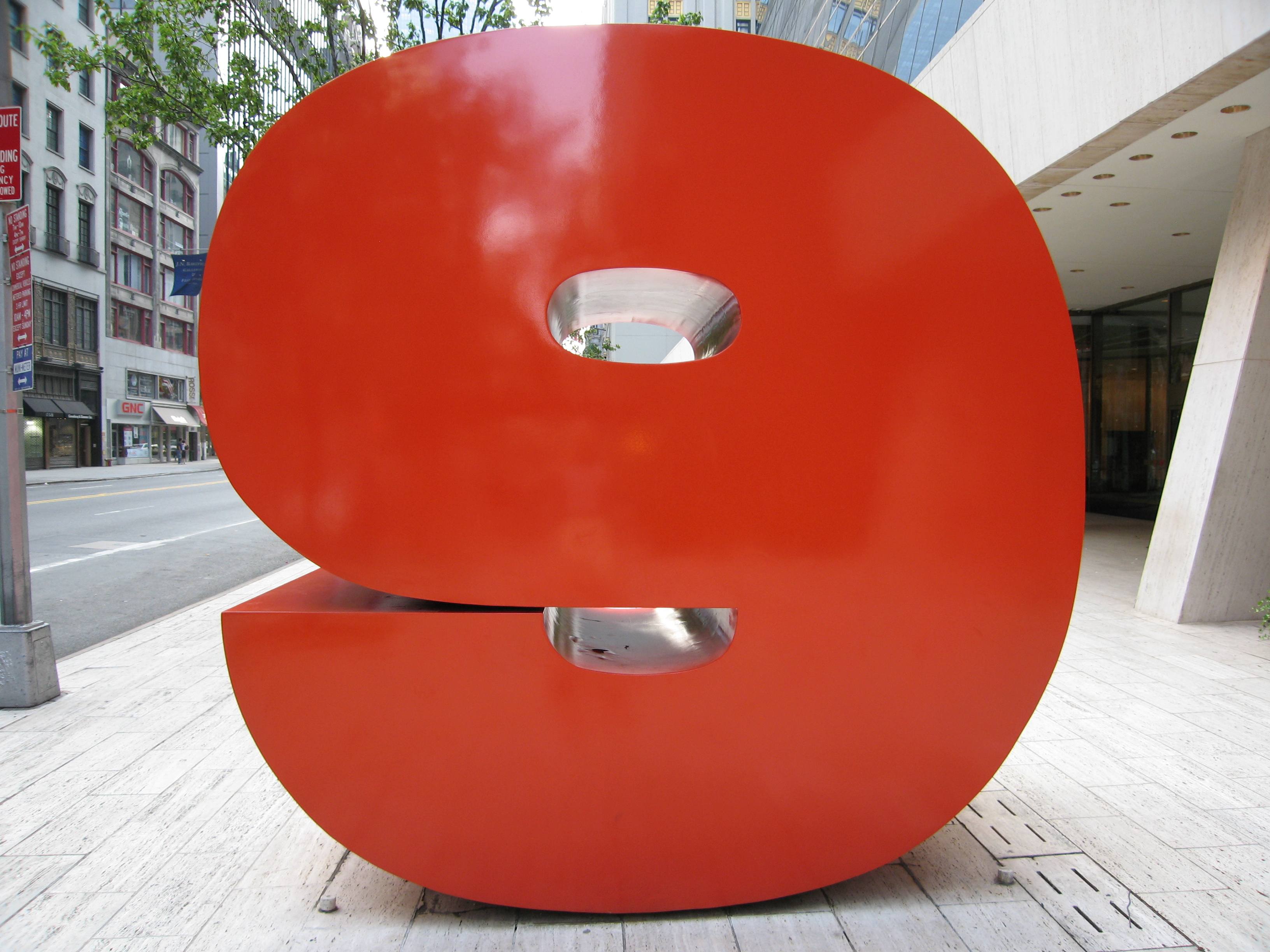
ソロービルの住所をもじったパブリックアート "The Red 9"

- ”このビルの特徴的なファサードを見上げる人が、以前はあまり目立っていなかったこのビルの反対側にあるセントラルパークに面する歴史的なビルの背後の見栄えが良くない側面も見てしまうようになった”と苦情を受けたため、このビルの下に目を向けさせようと目立つカラフルな彫刻を設置することになった。デザインは有名なデザイナーのen:Ivan Chermayeffで、このビルの住所の数字「9」を彫刻にした。
- 「セックス・アンド・ザ・シティ」で、レストランBrasserie 8½ が登場する。
- 「フレンズ」で、en:Chandler Bingはこのビルで働いていることになっている。
- en:Nine Westシューズ・ストア・チェーンをこのビル名で呼ぶことがある。
- 「スーパーマン」で、宝石泥棒をスーパーマンが逮捕するシーンで登場する[5]。
- 「ズーランダー」では、Mugatuのファッション本社として登場する。
- 「クローバーフィールド/HAKAISHA」では、モンスターが爆撃により倒れる際にモンスターの手がこのビルのファサードを滑り落ちる。
- 「en:Lost in America」では、ラスト・シーンでDavid Howardが広告ディレクターのBradに合うシーンはこのビルの正面である。
- 「ブライダル・ウォーズ」で、このプラザホテルの背後にビルが登場する。